# José Fernando Cuadrado
José Fernando Cuadrado Romero (Valledupar; 1 de junio de 1985) es un exfutbolista colombiano. Jugaba de portero. Debutó con Millonarios, fue campeón con el Deportivo Pasto y Deportivo Cali 
sus últimos equipos fueron Once Caldas y Atlético Nacional. Además, representó a la selección de fútbol de Colombia en el mundial de Rusia 2018. Es conocido a nivel nacional. 

## Trayectoria

### Millonarios
Descubierto por el gran Senén Mosquera hace el final de su formación en las Divisiones menores de Millonarios donde se proyectaba como una de las futuras promesas del arco millonario y al lado de uno de los grandes arqueros que han pasado por el equipo bogotano, el uruguayo, Héctor Burguez. En el equipo albiazul tuvo la oportunidad de hacer parte de la nómina profesional desde principios del 2005 cuando es promovido por el entrenador Yugoslavo Dragan Miranović, tras la partida de este entrenador quien le dio la oportunidad de debutar en el Torneo Finalización 2005 con solo 20 años fue Pecoso Castro. Después de un alto rendimiento y de grandes actuaciones a pesar de su corta edad, en el 2008 es convocado por primera vez a la selección de fútbol de Colombia por el técnico Jorge Luis Pinto para disputar un amistoso contra selección de Venezuela en Bucaramanga. En su paso por 5 años en el equipo profesional adquirió experiencia de arqueros como Héctor Burguez, Álvaro Anzola, Juan Francisco Hirigoyen, Eduardo Blandon, Juan Carlos Henao, Milton Patiño y Óscar Córdoba, que lo llevaron a jugar en total para el club albiazul 70 partidos por liga, 5 por copa Colombia y 5 por copa sudamericana para un total de 80 partidos.
Su último partido con el equipo embajador fue el día 17 de enero de 2010 enfrentado a Santa Fe, partido que tuvo como invitado a Pelé.

### Deportivo Cali
Luego de ser cedido por Millonarios al club caleño, Cuadrado llegó al Cali para jugar el Torneo Apertura 2010, en el que no fue muy tenido en cuenta por el técnico Jaime De la Pava y solo jugaría 1 partido, en el Finalización 2010 tampoco tendría mucha actividad y jugaría 4 partidos en Liga. En la Copa Colombia 2010 quedaría campeón con el Deportivo Cali jugando todos partidos en el torneo a exención de la final, luego de sus buenas actuaciones, en 2011 pasaría al Deportivo Pasto.

### Deportivo Pasto
El equipo 'Volcánico' compra sus derechos deportivos a Millonarios y de ese modo pasaría al Deportivo Pasto a principios del 2011 con el que disputaría la Primera B. En el equipo pastuso, Cuadrado empezaría a tener más titularidad y luego de su alto rendimiento con el equipo, se convertiría en el titular del conjunto nariñense. En el Finalización de la Primera B, Cuadrado se convertiría en una de las figuras del equipo luego de ser el arquero menos goleado del torneo y ser pieza clave del Deportivo Pasto en la fase final del torneo, sobre todo en la final contra Patriotas Boyacá donde se jugaban el ascenso a la Categoría Primera A. En la final, el Pasto quedaría de campeón al derrotar al Patriotas en penaltis por 2-0 ganándose la clasificación a la Primera A, luego de que Cuadrado atajara 3 penaltis y fallara uno, más tarde sería considerado la figura de la final. En la temporada 2012 jugaría 43 partidos. En el Finalización tuvo el récord de más atajadas en el torneo (67 atajadas) convirtiéndose en el mejor arquero del Torneo.
El 13 de abril de 2011, anotó su único gol como profesional al Cortuluá en el minuto 91 desde el punto penal. El partido finalizó con un marcador de 4-0 a favor del combinado del Sur.
Luego de sus grandes actuaciones con el "equipo volcánico", Cuadrado sería pretendido por varios equipos nacionales importantes, pero al final sería traspasado al Once Caldas que compraría el 50% de sus derechos deportivos.

### Once Caldas
Con el equipo blanco, Cuadrado jugaría 19 partidos en el Torneo Apertura 2013, logrando clasificar a los cuadrangulares semifinales, pero no lograrían llegar a la final. En el Torneo Finalización, el arquero vallenato solo jugaría 5 partidos. Con el conjunto blanco fue convocado El 14 de mayo de 2018  por el entrenador José Pekerman en la lista preliminar de 35 jugadores para disputar la Copa Mundial de Fútbol de 2018.

### Atlético Nacional
En enero de 2019 de convierte en nuevo jugador de Atlético Nacional de Medellín. Debuta el 26 de enero en el empate a cero goles frente a su exequipo el Once Caldas saliendo como la figura del partido.

## Selección nacional
El 24 de abril de 2008 es convocado a la selección de fútbol de Colombia por el técnico Jorge Luis Pinto (como preparación para la eliminatoria de la Copa Mundial 2010) para el partido amistoso contra Venezuela en Bucaramanga.
Gracias a sus buenas actuaciones, es convocado por segunda vez a la selección de fútbol de Colombia el 3 de octubre del 2014 por el técnico José Pekerman para los juegos amistosos internacionales, frente a El Salvador y Canadá que se disputarán en Nueva Jersey, Estados Unidos. Llegaría para ocupar el lugar de Faryd Mondragón luego de su retiro. Su debut con la selección mayor se produjo el 14 de noviembre de 2017 en la victoria 4 por 0 sobre China en un amistoso internacional.
El 14 de mayo de 2018 fue incluido por el entrenador José Pekerman en la lista preliminar de 35 jugadores para disputar la Copa Mundial de Fútbol de 2018.

### Participaciones enCopas del Mundo
| Mundial               | Sede  | Resultado        | PJ                           | GR | VI |
| --------------------- | ----- | ---------------- | ---------------------------- | -- | -- |
| Mundial de Rusia 2018 | Rusia | Octavos de final | 0 (4 partidos como suplente) | 0  | 0  |

## Estadísticas
| Club                         | Temporada           | Liga  | Liga  | Copas       | Copas       | Internacional | Internacional | Total | Total |
| Club                         | Temporada           | Part. | Goles | Part.       | Goles       | Part.         | Goles         | Part. | Goles |
| ---------------------------- | ------------------- | ----- | ----- | ----------- | ----------- | ------------- | ------------- | ----- | ----- |
| Millonarios · Colombia       | 2005                | 8     | 0     | —           | —           | —             | —             | 8     | 0     |
| Millonarios · Colombia       | 2006                | 9     | 0     | —           | —           | —             | —             | 9     | 0     |
| Millonarios · Colombia       | 2007                | 10    | 0     | —           | —           | 5             | 0             | 15    | 0     |
| Millonarios · Colombia       | 2008                | 21    | 0     | 1           | 0           | —             | —             | 22    | 0     |
| Millonarios · Colombia       | 2009                | 22    | 0     | 4           | 0           | —             | —             | 26    | 0     |
| Millonarios · Colombia       | Total club          | 70    | 0     | 5           | 0           | 5             | 0             | 80    | 0     |
| Deportivo Cali · Colombia    | 2010                | 6     | 0     | Desconocido | Desconocido | —             | —             | 6     | 0     |
| Deportivo Cali · Colombia    | Total club          | 6     | 0     | 0           | 0           | 0             | 0             | 6     | 0     |
| Deportivo Pasto · Colombia   | 2011                | 43    | 1     | 6           | 0           | —             | —             | 49    | 1     |
| Deportivo Pasto · Colombia   | 2012                | 42    | 0     | 7           | 0           | —             | —             | 49    | 0     |
| Deportivo Pasto · Colombia   | Total club          | 85    | 1     | 13          | 0           | 0             | 0             | 98    | 1     |
| Once Caldas · Colombia       | 2013                | 42    | 0     | 2           | 0           | —             | —             | 44    | 0     |
| Once Caldas · Colombia       | 2014                | 39    | 0     | 6           | 0           | —             | —             | 45    | 0     |
| Once Caldas · Colombia       | 2015                | 37    | 0     | —           | —           | 2             | 0             | 39    | 0     |
| Once Caldas · Colombia       | 2016                | 34    | 0     | 2           | 0           | —             | —             | 36    | 0     |
| Once Caldas · Colombia       | 2017                | 38    | 0     | 6           | 0           | —             | —             | 44    | 0     |
| Once Caldas · Colombia       | 2018                | 38    | 0     | 8           | 0           | —             | —             | 46    | 0     |
| Once Caldas · Colombia       | Total club          | 228   | 0     | 24          | 0           | 2             | 0             | 254   | 0     |
| Atlético Nacional · Colombia | 2019                | 44    | 0     | 3           | 0           | 6             | 0             | 53    | 0     |
| Atlético Nacional · Colombia | 2020                | 13    | 0     | —           | —           | 2             | 0             | 15    | 0     |
| Atlético Nacional · Colombia | Total club          | 57    | 0     | 3           | 0           | 8             | 0             | 68    | 0     |
| Total en su carrera          | Total en su carrera | 446   | 1     | 45          | 0           | 15            | 0             | 506   | 1     |

### Gol
| Fecha               | Lugar                          | Rival    | Gol | Resultado | Tipo de Jugada | Competición    |
| ------------------- | ------------------------------ | -------- | --- | --------- | -------------- | -------------- |
| 14 de abril de 2011 | Estadio Departamental Libertad | Cortuluá | 4-0 | 4-0       | Penal          | Primera B 2011 |

### Selección
| Selección                | Año                      | Partidos | Goles |
| ------------------------ | ------------------------ | -------- | ----- |
| Colombia Mayores         | 2017                     | 1        | 0     |
| Total                    | Total                    | 1        | 0     |
| Total Selección Colombia | Total Selección Colombia | 1        | 0     |

## Palmarés

### Campeonatos nacionales
| Título        | Club            | País     | Año  |
| ------------- | --------------- | -------- | ---- |
| Copa Colombia | Deportivo Cali  | Colombia | 2010 |
| Primera B     | Deportivo Pasto | Colombia | 2011 |